# Nasir Faris Sajjid
Nasir Sajjid Faris Sajjid, Nasser Sayed Fares Sayed (arab. ناصر سيد فارس سيد; ur. 20 października 2001) – egipski zapaśnik walczący w stylu wolnym. Srebrny medalista mistrzostw Afryki w 2024 roku.